# Megalagrion oahuense
Megalagrion oahuense é uma espécie de libelinha da família Coenagrionidae.
É endémica dos Estados Unidos da América.